# Anthurium dylanii
Anthurium dylanii är en kallaväxtart som beskrevs av Thomas Bernard Croat. Anthurium dylanii ingår i släktet Anthurium och familjen kallaväxter. Inga underarter finns listade.